# Barranc de les Roureres
El barranc de les Roureres és un barranc afluent del Flamisell. Discorre íntegrament pel terme de Senterada, al Pallars Jussà.
Es forma a la Borda del Meriquèn, a l'Obaga del Bosc, a 1.200 m. alt. De primer, segueix la direcció nord-oest, però en arribar al sud-oest de Puigcerver, prop de la Borda del Mingo, gira cap al sud-oest, i s'adreça en aquesta direcció cap al Flamisell.